# کاندوکورونیوم یدید
کاندوکورونیوم یدید (انگلیسی: Candocuronium iodide) یک داروی مسدود کننده عصبی عضلانی آمینواستروئید است. استفاده از آن در بیهوشی برای لوله گذاری داخل تراشه و ایجاد آرامش عضلات اسکلتی در طی جراحی یا تهویه مکانیکی به طور خلاصه در مطالعات بالینی در هند مورد ارزیابی قرار گرفت. با این حال، توسعه بیشتر به دلیل اثرات قلبی عروقی همراه، در درجه اول تاکی کاردی که تقریباً مشابه پانکورونیم بروماید بالینی ایجاد شده بود، متوقف شد. کاندوکورونیوم مدت کوتاهی را در بدن نشان داد، اما شروع سریع اثر داشت. این ماده فعالیت مسدودکننده گانگلیونی کمی داشت، با قدرتی بیشتر از پانکورونیوم.